# 老表，你好嘢！ (電視劇)
《老表，你好嘢！》（英語：Inbound Troubles）是香港電視廣播有限公司拍攝的時裝喜劇電視劇，由郭晉安、王祖藍、萬綺雯及王菀之領銜主演，並由湯盈盈、黃光亮、羅蘭、朱咪咪、胡楓、張繼聰及林盛斌聯合主演，監製為黃偉聲。此劇是2013無綫節目巡禮的劇集之一，此劇曾經於2015年8月11日至9月8日及2025年6月9日至7月4日在翡翠台重播。

## 演員表

### 吳家
| 演員           | 角色   | 暱稱／關係 |
| 沈可欣（青年） | 蘇菲亞 | Sophia 社區中心烹飪老師 吳國豪之母 吳嘉儀、吳芝晴之嫲嫲 蔡一潔之表姑姐 蔡芯之表姑婆 與Benjamin互生情愫 |
| 羅 蘭          | 蘇菲亞 | Sophia 社區中心烹飪老師 吳國豪之母 吳嘉儀、吳芝晴之嫲嫲 蔡一潔之表姑姐 蔡芯之表姑婆 與Benjamin互生情愫 |
|                | 吳國豪 | 陳小玲之夫 蘇菲亞之亡子 吳嘉儀、吳芝晴之亡父 已去世 |
|                | 陳小玲 | 吳國豪之妻 蘇菲亞之亡媳 吳嘉儀、吳芝晴之亡母 已去世 |
| 郭晉安         | 吳嘉儀 | Honey（蘇菲亞專稱） 旅行社合夥人／導遊 吳芝晴之兄 蔡芯之表哥 蘇菲亞之孫 吳國豪、陳小玲之子 易雪飛之鬥氣冤家，於第16集成為其男友，後為其夫 司馬淑貞之男友，後分手 程少山之好友，後被其出賣並妒忌，最後和好 名字諧音：五加二 |
| 王菀之         | 吳芝晴 | 晴晴 大學生／「Oh Baby」成員，於第20集退出 吳嘉儀之妹 宋為潮之女友，後分手 蘇菲亞之孫 吳國豪、陳小玲之女 蔡芯之表姐，後為女友，于《老表，畢業喇！》交代了已與蔡芯結婚 聶小茜、毛小曼之好友 名字諧音：唔知情                |

### 蔡家
| 演員           | 角色   | 暱稱／關係 |
| 黃光亮         | 不適用 | 蔡一潔之父 蔡芯之祖父 蘇菲亞之表哥兼恩人 於1980年10月23日為了讓蔡一潔及蘇菲亞去到香港而犧牲自己可以去香港的最後機會 已去世，僅於蘇菲亞的記憶中出現 |
| 黃光亮         | 蔡一潔 | 大陸商人 夢露之夫，年輕時曾拋棄她，後復合 蔡芯之父 蘇菲亞之表姪 吳嘉儀、吳芝晴之表叔 青年由王祖藍分飾 名字諧音：蔡一傑 |
| 岑麗香（青年） | 夢 露  | 阿蘭、阿夢 過氣歌星 「Oh Baby」歌唱導師 蔡一潔之妻，年輕時曾被其拋棄，後復合 蔡芯之母 蘇菲亞之表侄媳 吳嘉儀、吳芝晴之表嬸 陳大雯年輕時之拍擋，後反目，後和解 名字諧音：瑪莉蓮·夢露 |
| 朱咪咪         | 夢 露  | 阿蘭、阿夢 過氣歌星 「Oh Baby」歌唱導師 蔡一潔之妻，年輕時曾被其拋棄，後復合 蔡芯之母 蘇菲亞之表侄媳 吳嘉儀、吳芝晴之表嬸 陳大雯年輕時之拍擋，後反目，後和解 名字諧音：瑪莉蓮·夢露 |
| 王祖藍         | 蔡 芯  | 芯仔 原名蔡楓華 「Oh Baby」成員，於第20集退出 特別喜愛吃魚蛋 蔡一潔、夢露之子 吳嘉儀之表弟 聶小茜之好友 毛小曼之同鄉兼好友 吳芝晴之表弟，後為男友，于《老表，畢業喇！》交代了已與吳芝晴結婚 蘇菲亞之表姪孫 於第19集與易雪飛一同遭賈標、程少山綁架，後於第20集獲救 口頭禪：和諧、我會學習 名字諧音：菜心 |

### 好華麗旅行社
| 演員   | 角色     | 暱稱／關係 |
| 郭晉安 | 吳嘉儀   | 旅行社合夥人兼導遊 參見吳家 |
| 湯盈盈 | 司馬淑貞 | 導遊貞 旅行社職員兼導遊，後與程少山挾帶私逃 吳嘉儀之女友，後為未婚妻，最後分手 被程少山苦戀，兩度因為醉酒与其發生關係並怀孕，最後接受其並為其妻 於第3集遭吊銷導遊牌照                                                                               |
| 林盛斌 | 程少山   | 旅行社職員兼導遊，後與司馬淑貞挾帶私逃 苦戀司馬淑貞，与其兩度發生關係并让她怀孕，後為其夫 吳嘉儀之好友，後出賣並妒忌他，最後和好 與賈標勾結 於第18集利用宋為潮出賣吳嘉儀，後被其反利用以致被通緝 於第20集參與協助綁架蔡芯及易雪飛，最後被判罪成入獄 |
| 張繼聰 | 宋為潮   | 潮潮（吳芝晴專稱） 旅行社職員（第18集起），於第20集接替吳嘉儀為老闆 原為破產官，後辭職 吳芝晴之男友，後分手 針對吳嘉儀，後和好 被Monica D玩弄感情 被程少山利用，後反利用他 名字諧音：宋慧喬                                                         |

### 「Oh Baby」
| 演員   | 角色   | 暱稱／關係                                                                           |
| 朱咪咪 | 夢 露  | 「Oh Baby」歌唱導師 參見蔡家                                                         |
| 王祖藍 | 蔡 芯  | 芯仔 「Oh Baby」成員，於第20集退出 參見蔡家                                          |
| 王菀之 | 吳芝晴 | 晴晴 「Oh Baby」成員，於第20集退出 參見吳家                                          |
| 陳明恩 | 聶小茜 | 「Oh Baby」成員 吳芝晴、伍子清之大學同學 蔡芯、吳芝晴、毛小曼之好友 名字諧音：聶小倩 |
| 小 寶  | 毛小曼 | 細細粒 「Oh Baby」成員／美容師 蔡芯之同鄉兼好友 吳芝晴、聶小茜之好友                 |

### 陳大彼社區服務中心
| 演員   | 角色     | 暱稱／關係 |
| 萬綺雯 | 易雪飛   | 易姑娘 社區中心社工 致力維護新移民權益 Benjamin之女 吳嘉儀之鬥氣冤家，於第16集成為其女友，後為其妻 陳至美之追求對象 於第19集與蔡芯一同遭賈標、程少山綁架，其後兩人於第20集獲救，並成為蔡芯的表嫂 |
| 羅 蘭  | 蘇菲亞   | Sophia 社區中心烹飪老師 參見吳家 |
| 胡 楓  | Benjamin | 社區中心電腦老師 易雪飛之父 與蘇菲亞互生情愫 |
| 陳永業 | 陳至美   | 新移民 内地眼科醫生，後於香港任職眼科顧問醫生 追求易雪飛，最後成全吳嘉儀與易雪飛 |
| 朱婉儀 | 何美美   | May 「新來港人士之友服務社」職員 |
| 曾慧雲 | 徐冰冰   | 新移民 内地教師 輝仔之母 |
| 何偉業 | 霆 鋒    | 新移民 内地脊醫 |
| 黃鳳   | 順 嫂    | 新移民 清潔工人 康仔之母 |
| 唐子輝 | 輝 仔    | 新移民 徐冰冰之子 |

### 其他演員
| 演員           | 角色       | 暱稱／關係 |
| 馮秀華（青年） | 陳大雯     | Mary姐 藝名瑪利 「Kimchi」之歌唱導師 夢露年輕時之拍擋，後表面上和其反目，但其實所做一切只是想令其振作，並暗地裏於20年來補貼她大部分租金（約2萬元），但因不希望夢露知道自己一直暗中幫助她，所以要求房主每月收她4800元租金 名字諧音：陳大文 藝名諧音：瑪莉蓮·夢露 |
| 韓馬利         | 陳大雯     | Mary姐 藝名瑪利 「Kimchi」之歌唱導師 夢露年輕時之拍擋，後表面上和其反目，但其實所做一切只是想令其振作，並暗地裏於20年來補貼她大部分租金（約2萬元），但因不希望夢露知道自己一直暗中幫助她，所以要求房主每月收她4800元租金 名字諧音：陳大文 藝名諧音：瑪莉蓮·夢露 |
| 許亦妮         | Monica D   | 時尚名媛 吳芝晴之情敵 玩弄宋為潮的感情 名字諧音：Jessica C |
| 秦 煌          | 幽加安     | 律師樓老闆 宋為潮之上司 針對宋為潮 |
| 歐瑞偉         | 賈 標      | 標哥 收數人 與程少山勾結，後反目 發售假保健產品及過期鹽水 于第19集綁架蔡芯與易雪飛 于第20集被捕被判罪成入獄 |
| 洋             | 金生水     | 富豪 「盛女作戰自由行」參加者 |
| 古明華         | 敖 李      | 富豪 「盛女作戰自由行」參加者 |
| 溫家偉         | Leonardo   | 富豪 「盛女作戰自由行」參加者 |
| 鄭健樂         | 錢壯壯     | 富豪 「盛女作戰自由行」參加者 |
| 游莨維         | 小田切野   | 富豪 「盛女作戰自由行」參加者 |
| 羅浩銘（青年） | 阿 成      | 拳師師傅 年青時曾追求夢露 |
| 羅 莽          | 阿 成      | 拳師師傅 年青時曾追求夢露 |
| 霍健邦（青年） | 包租公     | 夢露之房東 被陳大雯指示只要求夢露交4800租金，其餘租金由陳大雯支出 |
| 陳狄克         | 包租公     | 夢露之房東 被陳大雯指示只要求夢露交4800租金，其餘租金由陳大雯支出 |
| 鄭家俊         | 康 仔      | 順嫂之子 于第14集因失戀而欲自殺尋死，後被吳嘉儀勸服 |
| 李啟傑         | 瘦 賊      | 同性戀者 于第15集打劫吳嘉儀與易雪飛 于第19集協助賈標綁架蔡芯與易雪飛 于第20集被捕判罪成入獄 |
| 何遠東         | 肥 賊      | 同性戀者 于第15集打劫吳嘉儀與易雪飛 于第19集協助賈標綁架蔡芯與易雪飛 于第20集被捕判罪成入獄 |
| 許秉珩         | 陈主任     | 四川旅行團主任 |
| 孫慧雪         | 伍子清     | 吳芝晴之同學，與其不和 |
| 姚 兵          | 建 國      | 內地遊客 小娟之男友 |
| 史潔明         | 小 娟      | 內地遊客 建國之女友 |
| 羅天池         |            | 食環署督察 |
| 關浩揚         | 男市民     | |
| 吳雲甫         | Jason Chan | 香港旅遊大使 程少山之中學同學 |
| 余子明         | 徐 總      | |
| 張振朗         | 髮型師     | |
| 李海生         | 熾 叔      | |
| 吳香倫         | 江麗婷     | 夜總會媽媽生 |
| 戴耀明         | 伙計華     | |
| 蕭徽勇         | 司 儀      | |
| 陳國峰         | 司 儀      | |
| 謝卓言         | 黃先生     | 私家偵探 |
| 陳榮峻         | 高 官      | |
| 黃得生         | 小 丙      | 記者 |
| 白 雲          | 張詩詩     | 内地体育员 香港游客 劉小丹之未婚妻 |
| 李晉強         | 劉小丹     | 内地体育员 香港游客 張詩詩之未婚夫 |

## 本劇特色

### 影射事件
1. D&G禁止香港人攝影風波
2. 導遊李巧珍
3. 中港矛盾

### 特殊用語
- 耀銘叔：影射張耀榮
- 發拉：影射陳法拉
- 嘉欣：影射鍾嘉欣
- 陽兒：影射楊怡
- 紫姍：影射徐子珊
- Lady瓜瓜：影射Lady Gaga
- 登高討論區：影射香港高登討論區
- Facelook：影射Facebook
- MeTube：影射YouTube
- 高級巨聲：影射超級巨聲
- 好華麗旅遊：影射美麗華旅遊
- 光泰旅行社：影射康泰旅行社
- 拖拉A夢大冒險：影射《多啦A夢大冒險》
- 海狗公園：影射海洋公園
- 迪迪尼：影射迪士尼
- 4D肉團團：影射《3D肉蒲團之極樂寶鑒》
- 那些年，我們一起撞過的女鬼：影射《那些年，我們一起追的女孩》
- 盛女作戰自由行：影射《盛女愛作戰》
- 姥姥龍：影射泡泡龍
- 微Chok：影射微博
- 發達窿：影射八達通
- 美少女武士：影射《美少女戰士》
- 大：影射《我係小》

### 原聲帶
劇中配合劇情引入多首歌曲為背景音樂及大部分並由劇中角色演唱，使劇集更有特色，並廣受網民好評。 其中王菀之，王祖藍合唱的「我真的受傷了」影片上載至YouTube後獲得超過90萬的點擊率，後因版權問題被刪除。
| 演唱者                        | 歌曲             | 原唱           | 備注 |
| ----------------------------- | ---------------- | -------------- | --- |
| 王祖藍                        | 那誰             | 蘇永康         | 第1集，蔡芯參加歌唱比賽高級巨聲海選之參賽歌曲                                                               |
| 鄭嘉穎、周勵淇                | 抱着空氣         | 鄭嘉穎、周勵淇 | 第1集，高級巨聲海選的背景歌曲                                                                               |
| 梁詠琪                        | 短髮             | 梁詠琪         | 第3集，司馬淑貞剪髮的背景歌曲                                                                               |
| 王菀之                        | 哥歌             | 王菀之         | 第4集，吳芝晴自創歌曲                                                                                       |
| 王菀之（幕後代唱）            | 一段情           | 鍾鎮濤、彭健新 | 第5集，一潔夢露初遇                                                                                         |
| 王祖藍                        | 舞女             | 陳小雲         | 第7集，台語歌曲                                                                                             |
| 林 峯                         | 愛不疚           | 林 峯          | 第8集，程少山淋雨的背景歌曲                                                                                 |
| 陳明恩                        | 李香蘭           | 張學友         | 第9集，只唱了頭段，後被蔡芯打斷                                                                             |
| Oh Baby                       | 頭髮亂了         | 張學友         | 第9集，義工團音樂會                                                                                         |
| Oh Baby                       | 祝福             | 張學友         | 第9集，義工團離別歌曲                                                                                       |
| 朱咪咪                        | 媽媽I Love You   | Maria Cordero  | 第11集，夢露透過歌曲向蔡芯表達情緒                                                                          |
| 王菀之                        | 你的名字我的姓氏 | 張學友         | 第11集，Oh Baby首次比賽                                                                                     |
| 王菀之、王祖藍                | 我真的受傷了     | 張學友／王菀之 | 第13集，Oh Baby比賽第二回，劇中為吳芝晴自創歌曲，曾由毛小曼、蔡芯、蔡一潔、聶小茜填詞，比賽版本為吳芝晴填詞 |
| 陳永業                        | 對不起我愛你     | 黎 明          | 第14集，清唱幾句                                                                                            |
| 王祖藍                        | 你是如此難以忘記 | 梁朝偉         | 第15集 |
| 王祖藍                        | 吻別             | 張學友         | 第15集，Oh Baby練歌                                                                                         |
| 王祖藍                        | 傻癡癡           | 黎 明          | 第17集，蔡芯向吳芝晴第二次表白                                                                              |
| 張繼聰                        | 星晴             | 周杰倫         | 第17集，宋為潮看見吳芝晴與蔡芯拖手後/片尾曲                                                                 |
| Oh Baby、朱咪咪               | 一段情           | 鍾鎮濤、彭健新 | 第18集，在醫院為蔡一潔打氣                                                                                  |
| 朱咪咪、黃光亮、陳明恩、小 寶 | 友誼之光         | Maria Cordero  | 第20集，於監獄演唱                                                                                          |
| 王菀之                        | 但願人長久       | 鄧麗君         | 第20集，結局歌曲                                                                                            |

### 其他
- 角色吳嘉儀的金句「問題天天都多」為扮演者郭晉安之妻歐倩怡的經典兒歌金曲，為無綫電視外購動畫《櫻桃小丸子》的香港版本主題曲，而「嗶哩叭啦」（原詞為「BELI BALA」）亦為其中經典歌詞部份。
- 角色蔡芯帶有鄉音，反而劇中的父親蔡一潔卻講一口流利的廣東話，事緣蔡一潔曾經於香港生活，後來生了蔡芯，工作忙碌，經常遠行，故此將蔡芯交由講廣東話不純正的親戚照顧，所以父子口音不同。此部份因為片長關係，最終劇中省略了此場解畫部份[4]。
- 角色蔡芯的扮演者王祖藍的家鄉（祖籍）也確實為東莞厚街。
- 第1集角色吳嘉儀和蔡芯在警局的情節中，背景出現了名為司徒驕督察的房間。此實為劇集《女警愛作戰》的角色，扮演者為黃智雯。
- 王菀之飾演的吳芝晴所用的琴是Roland D-50[註 1]，於1987年發售，成為當時最受歡迎的電子合成器（直到Korg M1推出），在王菀之彈奏《哥歌》時可以見到，同時曾經出現在她的房間。隨後更換為Yamaha電子琴（唯型號不詳），並搬到夢露工作室使用。
- 王菀之飾演的吳芝晴有多首歌曲是由本人創作。當她演唱《我真的受傷了》的時候，會模仿張學友的王祖藍唱他的部份卻沒有模仿他。
- 毛小曼在戲中會彈鋼琴，小寶本人則不會，陳明恩本人和聶小茜都會，只是程度不一樣。

## 軼事
- 此劇是萬綺雯、張繼聰在無綫電視拍攝的首部電視劇。
- 此劇是黃光亮時隔15年後重返無綫電視拍攝的首部電視劇。
- 此劇是林盛斌首次飾演反派角色。
- 此劇「吳嘉儀」一角，與一無綫電視女藝員同名。

## 收視
以下為本劇於香港無綫電視翡翠台、高清翡翠台之收視紀錄：
| 週次 | 集數   | 日期                   | 平均收視 | 最高收視 |
| 1    | 01－04 | 2013年1月14日－1月17日 | 30點     | 37點     |
| 2    | 05－09 | 2013年1月21日－1月25日 | 30點     | 34點     |
| 3    | 10－14 | 2013年1月28日－2月1日  | 30點     | 33點     |
| 4    | 15－18 | 2013年2月4日－2月7日   | 30點     | 34点     |
| 4    | 19－20 | 2013年2月8日           | 32點     | 34點     |

## 獎項及提名

### TVB 馬來西亞星光薈萃頒獎典禮2013
| 獎項                  | 獲奬單位       |
| --------------------- | -------------- |
| 「最喜愛TVB電視角色」 | 王祖藍（蔡芯） |

### 萬千星輝頒獎典禮2013
| 獎項               | 單位           | 結果 |
| ------------------ | -------------- | ---- |
| 最佳劇集           | 老表，你好嘢！ | 提名 |
| 最佳男主角         | 王祖藍         | 提名 |
| 最佳女主角         | 王菀之         | 提名 |
| 最佳男配角         | 張繼聰         | 提名 |
| 最佳男配角         | 林盛斌         | 提名 |
| 最佳女配角         | 湯盈盈         | 提名 |
| 最佳女配角         | 小 寶          | 提名 |
| 最受歡迎電視男角色 | 王祖藍         | 提名 |
| 最受歡迎電視女角色 | 萬綺雯         | 提名 |
| 最受歡迎電視女角色 | 王菀之         | 提名 |
| 飛躍進步女藝員     | 岑麗香         | 獲獎 |
| 傑出演員大獎       | 韓馬利         | 獲獎 |

## 評價

### 觀眾評價
《老表，你好嘢！》以中港矛盾及和諧為主題，惟劇情牽涉不少內地遊客跟香港人之間的文化衝突。開播後外界評價兩極，一方面有觀眾大讚故事寫實兼對白搞笑，另一方面又掀起中港兩地人狠批評為抹黑。於推出一周後，通訊事務管理局接收到230宗投訴，理由包括：誤導觀眾、加劇中港矛盾、抄襲歌曲、嘩眾取寵、醜化香港人、美化大陸人、扭曲事實、令觀眾誤會香港導遊的質素和影響香港購物之都的美譽等。而無綫電視則接收到6宗投訴，該劇集監製黃偉聲更收到滋擾電話。本身為香港中旅社副董事長的立法會旅遊界別議員姚思榮，亦已去信通訊局指無綫劇集失實。
与此同时，也有内地媒体和网民认为该剧“丑化内地人”，首集就把“蝗虫歌”以及“恶导游”等真实事件搬上荧幕，更塑造了不少“人傻钱多”、“崇港新移民”以及不文明的内地游客形象，引来一些内地观众的质疑和不满。

### 正面反應
儘管本劇短期內引起了過百宗投訴，不過有不少演員則獲得讚賞，例如甚少演出的7位演員，包括黃光亮以及剛過檔無綫電視的萬綺雯、歌手王菀之和張繼聰、唱片騎師林盛斌、肥妹小寶陳嘉佳和紐西蘭裔的陳明恩。
其中以飾演「細細粒」的陳嘉佳和「聶小茜」的陳明恩最具迴響，體重達220磅的陳嘉佳在瘦身文化下仍受到觀眾歡迎，陳明恩更藉此劇集之勢自資推出唱片。

## 爭議

### 抄襲二次創作歌曲
本劇於第一集由一眾示威團唱出由網絡討論區網民改編自陳奕迅的《富士山下》的二次創作《蝗蟲天下》，香港人指內地人來港盡搶香港的資源。無綫電視因此被投訴抄襲二次創作的歌曲。

### 加劇中港矛盾
本劇第一集起，以內地人帶大疊人民幣來港消費、內地人隨街大小二便、香港人沒有禮貌等事件為中港矛盾的導火線，讓觀眾產生不滿情緒。劇情也涉影射D&G禁止香港人攝影風波，一間名店的保安員容許王祖藍飾演的內地遊客對名店拍照，卻阻止香港人對名店拍照，引致香港人和內地人街頭對罵。
湯盈盈飾演的「導遊貞」在第二集也涉影射現實有「導遊珍」之稱的前導遊李巧珍，無論對白和造型也與「導遊珍」相似。唯一不同的是，「導遊珍」原是內地人，而「導遊貞」是土生土長的香港人，因此情節被指醜化香港人。相反，王祖藍飾演的蔡芯卻討好非常，最終此劇被指美化內地人。
此外，加上不少情節使用普通話，郭晉安飾演的吳嘉儀以極差劣的普通話口音和王祖藍以半鹹淡的廣東話對罵也具有挑釁性。
無綫方面回應時指出：「相信只係觀眾發洩吓，喜劇難免有啲誇張嘅地方，並非醜化任何人。」
面对观众的争议王祖蓝则在微博回应：“有人说我抹黑内地人，有人说我抹黑香港人……有人冷静客观全面分析，有人对一两句说话或情节很反感；有人有兴趣想知道如何发展，有人说看不下去……其实我抹黑和丑化的，可能是我自己，哈哈。熬得住，有胆的，看下去吧！”

### 背景電視對白被指暗嘲特首
本劇第13集中，有一幕講述眾人在酒樓設宴慶祝，背後電視螢幕正在播放2001年劇集《酒是故鄉醇》，出現一句「（羅）鎮英（郭政鴻飾）這個人獨斷獨行，何况我看他沒什麼本事，而且此人城府那麼深，毫不簡單。俗語說，無聲狗咬死人。」的字幕，一些觀眾聯想到這是暗中嘲諷時任特首梁振英。

## 原創歌曲派台成績
| 派台歌曲成績 | 派台歌曲成績 | 派台歌曲成績 | 派台歌曲成績 | 派台歌曲成績 | 派台歌曲成績 | 派台歌曲成績 |
| 主唱         | 歌曲         | 上榜年       | 叱咤903      | RTHK         | 新城997      | TVB勁歌金榜  |
| ------------ | ------------ | ------------ | ------------ | ------------ | ------------ | ------------ |
| 王菀之       | 哥歌         | 2013年       | 2            | 1            | 2            | 1            |

## 記事
- 2012年4月12日：監製與演員方面確定開拍本劇。[21]
- 2012年5月25日：監製與演員方面確定開拍本劇。[22]
- 2012年6月21日：此劇於中午12:30在將軍澳電視廣播城一廠灰位舉行造型記者會。[23]
- 2012年8月1日：此劇於下午3:00在將軍澳電視廣播城開鏡拜神。[24]
- 2012年8月21日：此劇於烏溪沙拍攝外景。
- 2013年1月10日：此劇於下午2:30在尖沙咀崇光百貨舉行「老表同行遊香港」宣傳活動。[25]
- 2013年1月26日：此劇於下午3:00在將軍澳新都城中心二期商場L1天幕廣場舉行「老表報喜迎新春」宣傳活動。[26]
- 2013年2月5日：此劇於下午3:30在港鐵尖沙咀站A1地面出口舉行「謝謝大家」宣傳活動。[27]
- 2013年3月4日：此劇於下午6:30在行政主席梁乃鵬博士歡宴《老表，你好嘢!》台前幕後仝人。[28]
- 2013年9月20日：此劇演員王祖藍、王菀之、朱咪咪、黃光亮、小寶及陳明恩於晚上20:30在雲頂雲星劇場舉辦「老表 IN GENTING」演唱會。[29]

## 相關研究文獻
- 周潞鷺、董若《〈老表，你好嘢！〉（2013）與〈來生不做香港人〉（2014-15）：2010年代的種族歧視》（收錄於《日出照舊：香港電視劇與陸港關係》，商務印書館，2024，ISBN：978-962-07-4703-8）

## 外部連結
- 《老表，你好嘢！》 GOTV 第1集重溫
- 互联网电影数据库（IMDb）上《老表，你好嘢！》的资料（英文）

## 電視節目的變遷
| 香港無綫電視翡翠台、高清翡翠台 星期一至四 20:30-21:30 時段 | 香港無綫電視翡翠台、高清翡翠台 星期一至四 20:30-21:30 時段                                                                                             | 香港無綫電視翡翠台、高清翡翠台 星期一至四 20:30-21:30 時段 |
| --- | --- | --- |
| | 老表，你好嘢！ （第1-4集） （2013.01.14 - 2013.01.17）                                                                                                 | |
| 幸福摩天輪 （第1-18集） 星期一至五 （2012.12.18 - 2013.01.10） 幸福摩天輪（大結局） （香港首播版第19集，原裝版第19-20集） 星期五 （2013.01.11）（20:30-22:30）  | 法網狙擊 （香港首播版第23集，原裝版第23-24集） 星期五 （2013.01.18）（20:30-22:30） 老表，你好嘢！ （第5-18集） 星期一至五 （2013.01.21 - 2013.02.07） | |
| 香港無綫電視翡翠台、高清翡翠台 星期一至五 20:30-21:30 時段 | | |
| 老表，你好嘢！ （第1-4集） 星期一至四 （2013.01.14 - 2013.01.17) 法網狙擊 （香港首播版第23集，原裝版第23-24集） 星期五 （2013.01.18）（20:30-22:30）            | 老表，你好嘢！ （第5-18集） （2013.01.21 - 2013.02.07）                                                                                                | 老表，你好嘢！（大結局） （香港首播版第19集，原裝版第19-20集） 星期五 （2013.02.08）（20:30-22:30） 戀愛季節 （第1-4集） 星期一至四 （2013.02.11 - 2013.02.14） 初五啟市錄（大結局） （香港首播版第19集，原裝版第19-20集） 星期五 （2013.02.15）（20:30-22:30） |
| 香港無綫電視翡翠台、高清翡翠台 星期五 20:30-22:30 時段 | | |
| 老表，你好嘢！ （第5-18集） 星期一至五 （2013.01.21 - 2013.02.07）（20:30-21:30） 初五啟市錄 （第1-14集） 星期一至五 （2013.01.21 - 2013.02.07）（21:30-22:30） | 老表，你好嘢！（大結局） （香港首播版第19集，原裝版第19-20集） （2013.02.08）                                                                          | 戀愛季節 （第1-4集） 星期一至四 （2013.02.11 - 2013.02.14）（20:30-21:30） 初五啟市錄 （第15-18集） 星期一至四 （2013.02.11 - 2013.02.14）（21:30-22:30） 初五啟市錄（大結局） （香港首播版第19集，原裝版第19-20集） 星期五 （2013.02.15）                      |

| 香港無綫電視翡翠台 星期一至五 11:45-12:40 | 香港無綫電視翡翠台 星期一至五 11:45-12:40  | 香港無綫電視翡翠台 星期一至五 11:45-12:40 |
| ----------------------------------------- | ------------------------------------------ | ----------------------------------------- |
|                                           | 老表，你好嘢！ （2015.08.11 - 2015.09.08） |                                           |
| 單戀雙城 （2015.07.10 - 2015.08.10）      | 師奶股神 （2015.09.09 - 2015.10.09）       |                                           |

| 香港無綫電視翡翠台 星期一至五 23:55 - 00:55 | 香港無綫電視翡翠台 星期一至五 23:55 - 00:55 | 香港無綫電視翡翠台 星期一至五 23:55 - 00:55 |
| ------------------------------------------- | ------------------------------------------- | ------------------------------------------- |
|                                             | 老表，你好嘢！ （2025.06.09 - 2025.07.04）  |                                             |
| 真相 （2025.05.05 - 2025.06.06）            | 茶是故鄉濃 （2025.07.07 - 2025.08.19）      |                                             |

注釋：
1. ↑  一部採用線性算術（Linear Arithmetic）的電子音樂合成器，該算術技術以減法合成和PCM樣本兩種聲音結合、然後製造出新的聲音

| 香港、 马来西亚、 新加坡 TVB星河频道 好戏连环看时段 · 星期一至五 21:30 - 23:30（两集连播） | 香港、 马来西亚、 新加坡 TVB星河频道 好戏连环看时段 · 星期一至五 21:30 - 23:30（两集连播） | 香港、 马来西亚、 新加坡 TVB星河频道 好戏连环看时段 · 星期一至五 21:30 - 23:30（两集连播） |
| ------------------------------------------------------------------------------------------ | ------------------------------------------------------------------------------------------ | ------------------------------------------------------------------------------------------ |
|                                                                                            | 老表，你好嘢！ （2023年1月31日 - 2023年2月13日）                                           |                                                                                            |
| 創世紀II天地有情 （2022年12月22日 - 2023年1月30日）                                        | 老表，你好hea！ （2023年2月14日 - 2023年3月6日）                                           |                                                                                            |